# Ledian Memushaj
Ledian Memushaj (Vlorë, 7 december 1986) is een Albanees voormalig voetballer die doorgaans speelde als middenvelder. Tussen 2003 en 2022 was hij actief voor Sarzanese, Valle d'Aosta, Paganese, Chievo Verona, Portogruaro, Carpi, Lecce, opnieuw Carpi, Pescara, Benevento en opnieuw Pescara. Memushaj maakte in 2010 zijn debuut in het Albanees voetbalelftal en kwam uiteindelijk tot vierenveertig interlandoptredens.

## Clubcarrière
Memushaj speelde vanaf zijn jeugd in Italië en na gespeeld te hebben voor Sarzanese en Valle d'Aosta kwam hij in 2009 terecht bij Paganese. Na een seizoen bij die club werd de middenvelder gecontracteerd door Chievo Verona, dat toen uitkwam in de Serie A. In een half jaar tijd speelde Memushaj alleen bekerduels en in januari 2011 werd hij verhuurd aan Portogruaro. Na zijn terugkeer in Verona werd de Albanees overgenomen door Carpi, dat hij ook weer na een jaar verliet. In 2012 tekende hij voor drie jaar bij Lecce. Voor Lecce speelde Memushaj één seizoen, voor hij gehuurd werd door zijn oude club Carpi.
Voor Carpi kwam de middenvelder tot drieëndertig competitiewedstrijden, waarin hij zeven keer tot een doelpunt wist te komen. Hij kon definitief overgenomen worden van Lecce, maar Carpi was het niet eens met de vraagprijs van vierhonderdduizend euro. Hierop keerde hij terug naar Lecce. Nadat zijn transfer naar Carpi niet doorging, verkaste Memushaj naar Pescara. In de zomer van 2017 huurde Benevento de Albanees voor één seizoen, met de verplichting hem aan het einde van het seizoen definitief over te nemen. Direct na zijn overname door Benevento nam Pescara de net van de hand gedane Memushaj weer over. In de zomer van 2022 besloot Memushaj op vijfendertigjarige leeftijd een punt te zetten achter zijn actieve loopbaan en door te gaan als (jeugd)trainer.

## Clubstatistieken
| Seizoen | Club          | Competitie         | Competitie | Competitie | Beker | Beker | Internationaal | Internationaal | Totaal | Totaal |
| Seizoen | Club          | Competitie         | Wed.       | Dlp.       | Wed.  | Dlp.  | Wed.           | Dlp.           | Wed.   | Dlp.   |
| ------- | ------------- | ------------------ | ---------- | ---------- | ----- | ----- | -------------- | -------------- | ------ | ------ |
| 2003/04 | Sarzanese     | Eccellenza Liguria | 2          | 0          | —     | —     | —              | —              | 2      | 0      |
| 2004/05 | Sarzanese     | Eccellenza Liguria | 29         | 2          | —     | —     | —              | —              | 22     | 3      |
| 2005/06 | Sarzanese     | Eccellenza Liguria | 0          | 0          | —     | —     | —              | —              | 0      | 0      |
| 2006/07 | Sarzanese     | Serie D            | 31         | 3          | —     | —     | —              | —              | 31     | 3      |
| 2007/08 | Sarzanese     | Serie D            | 22         | 5          | —     | —     | —              | —              | 22     | 5      |
| 2008/09 | Valle d'Aosta | Serie D            | 34         | 3          | —     | —     | —              | —              | 34     | 3      |
| 2009/10 | Paganese      | Serie C            | 30         | 1          | —     | —     | —              | —              | 30     | 1      |
| 2010/11 | Chievo Verona | Serie A            | 0          | 0          | 3     | 0     | —              | —              | 3      | 0      |
| 2010/11 | → Portogruaro | Serie B            | 14         | 2          | 0     | 0     | —              | —              | 14     | 2      |
| 2011/12 | Carpi         | Serie C            | 35         | 8          | 2     | 1     | —              | —              | 37     | 9      |
| 2012/13 | Lecce         | Serie C            | 32         | 3          | 2     | 0     | —              | —              | 34     | 3      |
| 2013/14 | → Carpi       | Serie B            | 33         | 8          | 1     | 0     | —              | —              | 34     | 8      |
| 2014/15 | → Pescara     | Serie B            | 33         | 7          | 1     | 0     | —              | —              | 34     | 7      |
| 2015/16 | Pescara       | Serie B            | 32         | 11         | 1     | 0     | —              | —              | 33     | 11     |
| 2016/17 | Pescara       | Serie B            | 36         | 1          | 2     | 0     | —              | —              | 38     | 1      |
| 2017/18 | → Benevento   | Serie A            | 17         | 0          | 0     | 0     | —              | —              | 17     | 0      |
| 2018/19 | Pescara       | Serie B            | 36         | 2          | 2     | 0     | —              | —              | 38     | 2      |
| 2019/20 | Pescara       | Serie B            | 37         | 4          | 2     | 0     | —              | —              | 39     | 4      |
| 2020/21 | Pescara       | Serie B            | 21         | 1          | 1     | 0     | —              | —              | 22     | 1      |
| 2021/22 | Pescara       | Serie C            | 30         | 3          | 0     | 0     | —              | —              | 30     | 3      |
| Totaal  | Totaal        | Totaal             | 504        | 64         | 17    | 1     | 0              | 0              | 521    | 65     |

## Interlandcarrière
Memushaj maakte zijn debuut in het Albanees voetbalelftal op 17 november 2010, toen met 0–0 gelijkgespeeld werd tegen Macedonië. Hij moest van bondscoach Josip Kuže op de reservebank beginnen. Na drieënzestig minuten kwam hij het veld op als vervanger van Klodian Duro. De andere debutanten dit duel waren Orges Shehi (Skënderbeu Korçë) en Ahmed Januzi (Vorskla Poltava). De middenvelder speelde op 11 oktober 2015 zijn elfde interland voor Albanië. Hij mocht in de basis beginnen tegen Armenië. Na negen minuten kwam Albanië op voorsprong door een Armeens eigen doelpunt. In de drieëntwintigste minuut zette Memushaj zijn land op 0–2. Uiteindelijk zou het door een doelpunt van Armando Sadiku nog 0–3 worden in het voordeel van de Albanezen. Met Albanië nam Memushaj in juni 2016 deel aan het Europees kampioenschap voetbal 2016. Albanië werd in de groepsfase uitgeschakeld, nadat het in Groep A op de derde plek eindigde achter Frankrijk en Zwitserland. Memushaj kwam op het EK in twee duels in actie. Tegen zowel Frankrijk als Roemenië speelde hij negentig minuten mee.
| Interlands van Ledian Memushaj voor Albanië | Interlands van Ledian Memushaj voor Albanië | Interlands van Ledian Memushaj voor Albanië | Interlands van Ledian Memushaj voor Albanië | Interlands van Ledian Memushaj voor Albanië | Interlands van Ledian Memushaj voor Albanië | Interlands van Ledian Memushaj voor Albanië |
| №                                           | Datum                                       | Wedstrijd                                   | Uitslag                                     | Competitie                                  | Goals                                       |                                             |
| Als speler bij Chievo Verona                | Als speler bij Chievo Verona                | Als speler bij Chievo Verona                | Als speler bij Chievo Verona                | Als speler bij Chievo Verona                | Als speler bij Chievo Verona                | Als speler bij Chievo Verona                |
| ------------------------------------------- | ------------------------------------------- | ------------------------------------------- | ------------------------------------------- | ------------------------------------------- | ------------------------------------------- | ------------------------------------------- |
| 1                                           | 17 november 2010                            | Albanië – Macedonië                         | 0 – 0                                       | Vriendschappelijk                           |                                             |                                             |
| Als speler bij Portogruaro                  |                                             |                                             |                                             |                                             |                                             |                                             |
| 2                                           | 9 februari 2011                             | Albanië – Slovenië                          | 1 – 2                                       | Vriendschappelijk                           |                                             |                                             |
| Als speler bij Lecce                        |                                             |                                             |                                             |                                             |                                             |                                             |
| 3                                           | 15 augustus 2012                            | Albanië – Moldavië                          | 0 – 0                                       | Vriendschappelijk                           |                                             |                                             |
| Als speler bij Carpi                        |                                             |                                             |                                             |                                             |                                             |                                             |
| 4                                           | 15 november 2013                            | Albanië – Wit-Rusland                       | 0 – 0                                       | Vriendschappelijk                           |                                             |                                             |
| 5                                           | 5 maart 2014                                | Albanië – Malta                             | 2 – 0                                       | Vriendschappelijk                           |                                             |                                             |
| Als speler bij Pescara                      |                                             |                                             |                                             |                                             |                                             |                                             |
| 6                                           | 14 november 2014                            | Frankrijk – Albanië                         | 1 – 1                                       | Vriendschappelijk                           |                                             |                                             |
| 7                                           | 18 november 2014                            | Italië – Albanië                            | 1 – 0                                       | Vriendschappelijk                           |                                             |                                             |
| 8                                           | 29 maart 2015                               | Albanië – Armenië                           | 2 – 1                                       | EK 2016 kwalificatie                        |                                             |                                             |
| 9                                           | 13 juni 2015                                | Albanië – Frankrijk                         | 1 – 0                                       | Vriendschappelijk                           |                                             |                                             |
| 10                                          | 8 oktober 2015                              | Albanië – Servië                            | 0 – 2                                       | EK 2016 kwalificatie                        |                                             |                                             |
| 11                                          | 11 oktober 2015                             | Armenië – Albanië                           | 0 – 3                                       | EK 2016 kwalificatie                        |                                             |                                             |
| 12                                          | 13 november 2015                            | Kosovo – Albanië                            | 2 – 2                                       | Vriendschappelijk                           |                                             |                                             |
| 13                                          | 29 maart 2016                               | Luxemburg – Albanië                         | 0 – 2                                       | Vriendschappelijk                           |                                             |                                             |
| 14                                          | 3 juni 2016                                 | Albanië – Oekraïne                          | 1 – 3                                       | Vriendschappelijk                           |                                             |                                             |
| 15                                          | 15 juni 2016                                | Frankrijk – Albanië                         | 2 – 0                                       | EK 2016                                     |                                             |                                             |
| 16                                          | 19 juni 2016                                | Roemenië – Albanië                          | 0 – 1                                       | EK 2016                                     |                                             |                                             |
| 17                                          | 31 augustus 2016                            | Albanië – Marokko                           | 0 – 0                                       | Vriendschappelijk                           |                                             |                                             |
| 18                                          | 5 september 2016                            | Albanië – Macedonië                         | 2 – 1                                       | WK 2018 kwalificatie                        |                                             |                                             |
| 19                                          | 9 oktober 2016                              | Albanië – Spanje                            | 0 – 2                                       | WK 2018 kwalificatie                        |                                             |                                             |
| 20                                          | 12 november 2016                            | Albanië – Israël                            | 0 – 3                                       | WK 2018 kwalificatie                        |                                             |                                             |
| 21                                          | 24 maart 2017                               | Italië – Albanië                            | 2 – 0                                       | WK 2018 kwalificatie                        |                                             |                                             |
| 22                                          | 28 maart 2017                               | Albanië – Bosnië en Herzegovina             | 1 – 2                                       | Vriendschappelijk                           |                                             |                                             |
| 23                                          | 4 juni 2017                                 | Luxemburg – Albanië                         | 2 – 1                                       | Vriendschappelijk                           |                                             |                                             |
| 24                                          | 11 juni 2017                                | Israël – Albanië                            | 0 – 3                                       | WK 2018 kwalificatie                        |                                             |                                             |
| Als speler bij Benevento                    |                                             |                                             |                                             |                                             |                                             |                                             |
| 25                                          | 2 september 2017                            | Albanië – Liechtenstein                     | 2 – 0                                       | WK 2018 kwalificatie                        |                                             |                                             |
| 26                                          | 5 september 2017                            | Macedonië – Albanië                         | 1 – 1                                       | WK 2018 kwalificatie                        |                                             |                                             |
| 27                                          | 6 oktober 2017                              | Spanje – Albanië                            | 3 – 0                                       | WK 2018 kwalificatie                        |                                             |                                             |
| 28                                          | 9 oktober 2017                              | Albanië – Italië                            | 0 – 1                                       | WK 2018 kwalificatie                        |                                             |                                             |
| 29                                          | 13 november 2017                            | Turkije – Albanië                           | 2 – 3                                       | Vriendschappelijk                           |                                             |                                             |
| Als speler bij Pescara                      |                                             |                                             |                                             |                                             |                                             |                                             |
| 30                                          | 7 september 2018                            | Albanië – Israël                            | 1 – 0                                       | Nations League 2018/19                      |                                             |                                             |
| 31                                          | 10 september 2018                           | Schotland – Albanië                         | 2 – 0                                       | Nations League 2018/19                      |                                             |                                             |
| 32                                          | 14 oktober 2018                             | Israël – Albanië                            | 2 – 0                                       | Nations League 2018/19                      |                                             |                                             |
| 33                                          | 17 november 2018                            | Albanië – Schotland                         | 0 – 4                                       | Nations League 2018/19                      |                                             |                                             |
| 34                                          | 20 november 2018                            | Albanië – Wales                             | 1 – 0                                       | Vriendschappelijk                           |                                             |                                             |
| 35                                          | 22 maart 2019                               | Albanië – Turkije                           | 0 – 2                                       | EK 2020 kwalificatie                        |                                             |                                             |
| 36                                          | 25 maart 2019                               | Andorra – Albanië                           | 0 – 3                                       | EK 2020 kwalificatie                        |                                             |                                             |
| 37                                          | 10 september 2019                           | Albanië – IJsland                           | 4 – 2                                       | EK 2020 kwalificatie                        |                                             |                                             |
| 38                                          | 11 oktober 2019                             | Turkije – Albanië                           | 1 – 0                                       | EK 2020 kwalificatie                        |                                             |                                             |
| 39                                          | 14 november 2019                            | Albanië – Andorra                           | 2 – 2                                       | EK 2020 kwalificatie                        |                                             |                                             |
| 40                                          | 17 november 2019                            | Albanië – Frankrijk                         | 0 – 2                                       | EK 2020 kwalificatie                        |                                             |                                             |
| 41                                          | 15 november 2020                            | Albanië – Kazachstan                        | 3 – 1                                       | Nations League 2020/21                      |                                             |                                             |
| 42                                          | 18 november 2020                            | Albanië – Wit-Rusland                       | 3 – 2                                       | Nations League 2020/21                      |                                             |                                             |
| 43                                          | 25 maart 2021                               | Andorra – Albanië                           | 0 – 1                                       | WK 2022 kwalificatie                        |                                             |                                             |
| 44                                          | 28 maart 2021                               | Albanië – Engeland                          | 0 – 2                                       | WK 2022 kwalificatie                        |                                             |                                             |